# Calophasidia
Calophasidia is een geslacht van vlinders van de familie uilen (Noctuidae), uit de onderfamilie Hadeninae.

## Soorten
- C. dentifera Hampson, 1909
- C. lucala Swinhoe, 1902
- C. radiata Swinhoe, 1902